# Episodi di Arrow (seconda stagione)
La seconda stagione della serie televisiva Arrow è stata trasmessa in prima visione assoluta negli Stati Uniti d'America da The CW dal 9 ottobre 2013.
Il 2 ottobre 2013 è stato trasmesso un episodio speciale di un'ora dal titolo "Year One" da The CW, che riassumeva la prima stagione e un'anteprima speciale della seconda stagione.
In Italia i primi nove episodi sono stati trasmessi, in anteprima assoluta e in contemporanea con gli Stati Uniti, dal 22 ottobre al 17 dicembre 2013 su Premium Action, in versione originale con i sottotitoli in italiano; i restanti episodi sono trasmessi a partire dal 18 marzo 2014. La versione doppiata è stata trasmessa, in anteprima assoluta, a partire dal 10 gennaio al 9 giugno 2014 su Italia 1.
Emily Bett Rickards, Colton Haynes e Manu Bennett vengono promossi nel cast principale, quest'ultimo poi lo lascia insieme a Susanna Thompson. Colin Donnell ricompare come guest star.
Il doppio episodio Lo scienziato/Tre fantasmi è il backdoor pilot dello spin-off della serie The Flash.
L'antagonista principale è Slade Wilson / Deathstroke
| nº | Titolo originale         | Titolo italiano            | Prima TV USA     | Prima TV in Italia |
| -- | ------------------------ | -------------------------- | ---------------- | ------------------ |
| 1  | City of Heroes           | La città degli eroi        | 9 ottobre 2013   | 10 gennaio 2014    |
| 2  | Identity                 | Doppia identità            | 16 ottobre 2013  | 17 gennaio 2014    |
| 3  | Broken Dolls             | Bambole rotte              | 23 ottobre 2013  | 24 gennaio 2014    |
| 4  | Crucible                 | Il crogiolo                | 30 ottobre 2013  | 31 gennaio 2014    |
| 5  | League of Assassins      | La lega degli assassini    | 6 novembre 2013  | 7 febbraio 2014    |
| 6  | Keep Your Enemies Closer | Faccia a faccia col nemico | 13 novembre 2013 | 14 febbraio 2014   |
| 7  | State v. Queen           | Lo Stato contro Queen      | 20 novembre 2013 | 28 febbraio 2014   |
| 8  | The Scientist            | Lo scienziato              | 4 dicembre 2013  | 7 marzo 2014       |
| 9  | Three Ghosts             | Tre fantasmi               | 11 dicembre 2013 | 11 marzo 2014      |
| 10 | Blast Radius             | Raggio di esplosione       | 15 gennaio 2014  | 18 marzo 2014      |
| 11 | Blind Spot               | Punto cieco                | 22 gennaio 2014  | 25 marzo 2014      |
| 12 | Tremors                  | Tremori                    | 29 gennaio 2014  | 1º aprile 2014     |
| 13 | Heir to the Demon        | Erede del demonio          | 5 febbraio 2014  | 8 aprile 2014      |
| 14 | Time of Death            | Il tempo della morte       | 26 febbraio 2014 | 15 aprile 2014     |
| 15 | The Promise              | La promessa                | 5 marzo 2014     | 22 aprile 2014     |
| 16 | Suicide Squad            | Squadra suicida            | 19 marzo 2014    | 29 aprile 2014     |
| 17 | Birds of Prey            | Uccelli rapaci             | 26 marzo 2014    | 6 maggio 2014      |
| 18 | Deathstroke              | Colpo mortale              | 2 aprile 2014    | 13 maggio 2014     |
| 19 | The Man Under the Hood   | L'uomo sotto il cappuccio  | 16 aprile 2014   | 30 maggio 2014     |
| 20 | Seeing Red               | Vedere rosso               | 23 aprile 2014   | 6 giugno 2014      |
| 21 | City of Blood            | Città di sangue            | 30 aprile 2014   | 9 giugno 2014      |
| 22 | Streets of Fire          | Strade di fuoco            | 7 maggio 2014    | 9 giugno 2014      |
| 23 | Unthinkable              | L'impensabile              | 14 maggio 2014   | 9 giugno 2014      |

## La città degli eroi
- Titolo originale: City of Heroes
- Diretto da: John Behring
- Scritto da: Greg Berlanti, Marc Guggenheim e Andrew Kreisberg

### Trama
Dopo la morte di Tommy, Oliver Queen ha deciso di ritirarsi a vita solitaria nuovamente sull'isola. Ci resta sei mesi, fino a quando Felicity e Diggle non trovano il modo per rintracciarlo. Ritrovato Oliver, lo implorano di tornare a Starling City, ma lui non riesce a convivere con il senso di colpa nei confronti di Tommy: nonostante decida di tornare, comunica a Felicity e a Diggle che non ha più intenzione di vestire i panni del vigilante, visto che nella sua testa ricorrono le immagini di Tommy che lo considera solo un assassino. Tuttavia Starling City è nuovamente minacciata da dei terroristi: degli uomini incappucciati emulano il Vigilante punendo tutti coloro che ritengono responsabili dell'esplosione del Glades e di tutte le morti che ne sono successe. Così, con il ritorno di Oliver, attaccano anche lui, in quanto figlio di Moira Queen, adesso in carcere con l'accusa di complicità. Lui tuttavia non reagisce. Intanto la Queen Consolidated è in bancarotta e Isabel Rochev è intenzionata a comprare la parte per ottenere la maggioranza delle azioni. Così Oliver chiede aiuto economico a Walter per non perdere la leadership della sua azienda. Thea intanto ha rilevato il night di Oliver e lo gestisce insieme al fidanzato Roy: tuttavia le cose tra i due sono molto tese perché lui continua a volersi fare giustizia da solo, e la ragazza gli intima di smettere altrimenti o si sarebbe fatto uccidere o lei lo avrebbe lasciato. Quando i vigilanti prendono in ostaggio Thea, finalmente Oliver decide di reagire rimettendosi il costume, ma per una volta invece di ucciderli, li consegna alla giustizia. Thea, che da un anno non vede più la madre, dopo il rapimento e sotto consiglio di Roy, decide di andarla a trovare per dirle che non la odia. In un flashback intanto, Oliver, Shado e Slade scoprono di non essere soli sull'isola e quando questi soldati rapiscono Shado e tentano di ucciderla, Oliver reagisce uccidendo uno dei soldati, rendendosi conto del profondo cambiamento che questa azione ha innescato. Shado cerca di stargli vicino facendogli capire che in tutti alberga sia il bene che il male, in seguito i due fanno l'amore. Nella scena finale, si vede Roy che cerca di salvare una ragazza da tre uomini che cercavano di violentarla, ma Roy viene salvato a sua volta da una donna bionda in una tuta completamente nera, Roy le chiede il suo nome ma lei sparisce.
- Guest star: Dylan Bruce (Adam Donner), Colin Salmon (Walter Steele), Celina Jade (Shado), Summer Glau (Isabel Rochev), Caity Lotz (Black Canary), Colton Haynes (Roy Harper), Manu Bennett (Slade Wilson), Derek Hamilton (Leader Hood), Adrian Holmes (Tenente Frank Pike), Keri Adams (Bethany Snow), Giacomo Baessato (Colton), Doug Chapman (Baker), Jase-Anthony Griffith (Jeff Deveau), Adam Henderson (Sindaco Altman)
- Ascolti USA: 2 740 000 telespettatori – share 18-49 anni 3%[5]
- Ascolti Italia: 3 133 000 telespettatori – share 11.02%[6]

## Doppia identità
- Titolo originale: Identity
- Diretto da: Nick Copus
- Scritto da: Ben Sokolowski e Beth Schwartz

### Trama
Roy tenta ancora una volta di fare l'eroe, tentando di fermare una rapina ai danni di un camion che trasportava medicinali al Glades. Ma la polizia lo arresta e Oliver tenta di fare desistere il ragazzo dal fare l'eroe. Nello stesso momento però scopre che le rapine erano ai danni della povera gente del quartiere così decide di farsi giustizia da solo. Scopre che a capo dell'organizzazione c'è China White e tenta di fermarla in ogni modo. Intanto per mantenere le sue apparenze da filantropo, decide di collaborare con il consigliere Blood per una raccolta fondi, ma a causa dei suoi impegni da vigilante, mentre ferma China, Blood al ricevimento etichetta Oliver come una persona menefreghista e inaffidabile. Il Vigilante propone a Roy di non fare più l'eroe ma di raccogliere informazioni per lui dal quartiere del Glades. Laurel intanto, ritenendo il Vigilante responsabile della morte di Tommy, gli tende una trappola per catturarlo. In un flashback, Oliver, Shado e Slade scoprono una cripta dove sono sepolti scheletri di soldati giapponesi della Seconda Guerra mondiale con le ossa della testa deformi.
- Guest star: Kelly Hu (China White), Michael Jai White (Bronze Tiger), Kevin Alejandro (Sebastian Blood), Celina Jade (Shado), Colton Haynes (Roy Harper), Manu Bennett (Slade Wilson), Adrian Holmes (Tenente Frank Pike).
- Ascolti USA: 3 060 000 telespettatori – share 18-49 anni 3%[7]
- Ascolti Italia: 2 621 000 telespettatori – share 9.08%[8]

## Bambole rotte
- Titolo originale: Broken Dolls
- Diretto da: Glen Winter
- Scritto da: Marc Guggenheim e Keto Shimizu

### Trama
Oliver viene salvato dalla trappola di Laurel dalla misteriosa vigilante bionda. Così incarica Roy di fare domande per scoprire chi fosse. Intanto, dopo il terremoto Barton Mathis, un famoso pluriomicida noto per avere ucciso otto donne e avere fatto trovare i corpi travestiti da bambole di porcellana, è riuscito a scappare dalla prigione, mietendo nuove vittime. Lance si sente responsabile della cattura dell'assassino, in quanto anni prima era stato proprio lui a catturarlo. Così chiede l'aiuto di Oliver in veste di vigilante, a cui affibbia il nome di "Freccia". Insieme e anche grazie all'aiuto di Felicity, i due riescono a trovare l'assassino, che tuttavia riesce a fuggire. Mathis rapisce Lance e Laurel, ma arriva Oliver a salvarli in tempo, anche grazie all'aiuto della vigilante bionda, che uccide Mathis. Una volta al sicuro Lauren in lacrime, confessa che Tommy è morto a causa sua perché era venuto a cercarla e capisce di aver iniziato questa crociata contro il vigilante, solo per avere un capro espiatorio. La vigilante bionda torna nel suo rifugio, dove ad attenderla c'è un uomo incappucciato che, sotto ordine di Ra's al Ghul, gli ordina di ritirarsi, per essere poi brutalmente ucciso dalla donna. Intanto procede il processo contro Moira Queen e l'accusa propone la pena di morte, ma ciò che preoccupa veramente Moira è che se il processo andasse avanti, i suoi figli potrebbero venire a conoscenza del suo più oscuro segreto, a dimostrazione che c'è ancora qualcosa che lei tiene nascosto.
In un flashback Oliver e Slade perlustrano l'isola per trovare i soldati, lasciando Shado all'accampamento a studiare il corpo. Tuttavia notano una nave al largo che comincia a sparare verso il luogo dove si trova Shado. Oliver si precipita ma viene colpito e si risveglia in gabbia.
- Guest star: Celina Jade (Shado), Colton Haynes (Roy Harper), Manu Bennett (Slade Wilson), Roger R. Cross (Detective Hilton), Caity Lotz (Black Canary), Dylan Bruce (Adam Donner), Bex Taylor-Klaus (Sin), Michael Eklund (Barton Mathis), Teryl Rothery (Jean Loring), Keri Adams (Bethany Snow)
- Ascolti USA: 2 890 000 telespettatori – share 18-49 anni 3%[9]
- Ascolti Italia: 2 876 000 telespettatori – share 10.01%[10]

## Il crogiolo
- Titolo originale: Crucible
- Diretto da: Eagle Egilsson
- Scritto da: Andrew Kreisberg e Wendy Mericle

### Trama
Oliver decide di organizzare un evento per togliere le armi dalla strada dopo avere scoperto che un malfattore chiamato "il Sindaco" vende le armi nel Glades. Laurel intanto sta affrontando un brutto periodo: si sente responsabile della morte di Tommy e dopo il rapimento, sfoga le sue frustrazioni nell'alcool. Perciò Lance chiede aiuto a Oliver per salvare sua figlia. Intanto, tramite una illuminazione di Felicity, Oliver capisce che la vigilante bionda non stava seguendo lui, bensì la famiglia di Laurel: le tende un agguato e scopre la sua vera identità: la vigilante non è altro che Sara, la sorella di Laurel, che tutti credevano morta. I due decidono di collaborare per trovare il Sindaco e fargliela pagare dopo che, all'evento di raccolta delle armi, il sindaco ha sparato sulla folla colpendo Sin, l'amica di Sara, e rischiando di uccidere anche il consigliere Blood. Così lo catturano e lo consegnano alla giustizia, ma a fare giustizia è proprio Blood, che gli inietta di nascosto un veleno.
Intanto, in un flashback, Oliver si ritrova in gabbia dove gli vengono poste delle domande sul luogo di ritrovamento dei cadaveri deformi, a cui lui non risponde. Così gli sparano ed è costretto a curarsi da solo. Dopodiché, fatto uscire di prigione, i suoi aguzzini decidono di torturarlo usando un'arma segreta: sarà proprio Sara colei che lo torturerà.
- Guest star: Dylan Bruce (Adam Donner), Summer Glau (Isabel Rochev), Caity Lotz (Black Canary), Colton Haynes (Roy Harper), Jimmy Jean-Louis (Il Capitano), Kevin Alejandro (Sebastian Blood), Audrey Marie Anderson (Lyla), Keri Adams (Bethany Snow)
- Ascolti USA: 2 370 000 telespettatori – share 18-49 anni 2%[11]
- Ascolti Italia: 2 483 000 telespettatori – share 8.64%[12]

## La lega degli assassini
- Titolo originale: League of Assassins
- Diretto da: Wendey Stanzler
- Scritto da: Jake Coburn e Drew Z. Greenberg

### Trama
Oliver ospita Sara in casa sua, cercando di convincerla in tutti i modi a rivelare a Lance e Laurel che lei è ancora viva. Tuttavia la ragazza si rifiuta e durante la discussione, arriva in casa Queen un guerriero vestito come Malcolm Merlyn che attacca entrambi. Oliver chiede a Felicity e Diggle di indagare, ma Sara rivela ai tre che quell'uomo era arrivato in casa Queen per lei: l'uomo fa parte della Lega degli Assassini, una congrega di uomini addestrati a uccidere, congrega di cui anche lei faceva parte prima di fuggire. Dopo avere trovato il nascondiglio del guerriero Sara e Oliver si precipitano da lui, e il guerriero rivela a Oliver di essere stato lui ad addestrare Merlyn, dopodiché fugge minacciando di trovare e uccidere tutta la famiglia di Sara. Così Oliver decide di proteggere Laurel che fraintende le intenzioni del ragazzo e prova a baciarlo. Felicity invece tenta di avvertire Lance, intimandogli di lasciare Starling City per qualche giorno e, dietro il rifiuto dell'uomo, decide di intervenire Sara rivelando al padre il fatto di essere ancora viva e dicendogli di essere la vigilante. Così riesce a uccidere il guerriero e manda un altro a fare sapere ai suoi capi di non volere tornare nella Lega. Infine fa promettere a suo padre di non rivelare né a Laurel né a sua madre di essere ancora viva, altrimenti sarebbero state continuamente in pericolo.
In un flashback intanto si vede in che modo Sara è sopravvissuta dopo l'affondamento del Gambit e come sia stata presa sotto l'ala protettrice del dottor Ivo che le ha insegnato a combattere, arrivando persino a torturare Oliver quando era stato catturato e rinchiuso in gabbia.
- Guest star: Dylan Bruce (Adam Donner), Caity Lotz (White Canary), Colton Haynes (Roy Harper), Dylan Neal (dott. Anthony Ivo), Teryl Rothery (Jean Loring), Navid Negahban (Al Ow-Al), Curtis Braconnier (Arciere oscuro), Ron Selmour (il macellaio), Rene Wang (la Cameriera)
- Ascolti USA: 2 800 000 telespettatori – share 18-49 anni 3%[13]
- Ascolti Italia: 2 620 000 telespettatori – share 9.14%[14]

## Faccia a faccia col nemico
- Titolo originale: Keep Your Enemies Closer
- Diretto da: Guy Bee
- Scritto da: Ben Sokolowski e Beth Schwartz

### Trama
Roy avvisa Arrow che sta per effettuarsi uno scambio tra trafficanti. Oliver e Diggle intervengono, e durante il combattimento Diggle viene preso da una sezione dell'ARGUS, mentre Roy viene arrestato da Lance. Diggle viene ingaggiato dall'agente Waller della sezione per ritrovare Lyla Michaels, partita per Mosca alla ricerca di Deadshot. Sentendosi responsabile, Diggle decide di partire per Mosca, ma Oliver e Felicity decidono di andare con lui, con la copertura di un meeting alle Industrie Queen a Mosca. Tuttavia, essendo socia delle industrie Queen, decide di partire con loro anche Isabel Rochev. Arrivati a Mosca il piano è quello di introdursi nel gulag, la prigione dove è rinchiusa Lyla, creare scompiglio e grazie a una guardia corrotta, arrivare a Lyla e portarla via. Nella prigione decide di introdursi Diggle. Intanto Isabel accusa Oliver di avere una relazione con Felicity ma, dopo qualche bicchiere di vodka, i due finiscono a letto insieme. Durante la sua permanenza in carcere, Diggle viene messo in isolamento dopo una rissa, e nella stanza in isolamento ci trova proprio Deadshot. I due sono costretti a collaborare e, trovata Lyla, grazie all'intervento di Oliver, i tre escono illesi dalla prigione. Dopo qualche chilometro, Diggle ferma il furgone e intima a Deadshot di scendere, non riuscendo però a sparargli. Così Deadshot gli rivela che il bersaglio non era colui che Andy, il fratello di Diggle, stava proteggendo, bensì era Andy stesso, e inoltre gli rivela il nome del mandante, ossia H.I.V.E. Felicity, scoperta la tresca tra Oliver e Isabel, dice all'amico che potrebbe meritare di meglio. L'avvocato di Moira intanto, saputo che Roy era finito nuovamente in carcere, consiglia a Thea di lasciarlo, in quanto la difesa di sua madre si basa anche sul modo in cui ha educato i figli, portandoli a non compiere scelte sbagliate. Così Thea lascia Roy, ferendolo. Moira, saputo dell'accaduto, dice alla figlia di seguire il suo cuore e di non lasciare Roy.
Intanto in un flashback il dottor Ivo rivela a Oliver che durante la seconda guerra mondiale, i giapponesi avevano creato un siero di cellule staminali capace di rendere invincibili i soldati, donandogli una forza sovrumana e capacità rigenerative. Così Sara inganna Oliver e lo porta a mettersi in contatto con Slade e Shado. Oliver, fidandosi di Sara, riesce a contattarli, così Ivo localizza i due e minaccia di uccidere Oliver. Tuttavia interviene Sara a salvargli la vita, convincendo Ivo a poterlo ancora usare per trovare il siero.
- Guest star: Celina Jade (Shado), Caity Lotz (Sara Lance/Black Canary), Summer Glau (Isabel Rochev), Jimmy Jean-Louis (il Capitano), Audrey Marie Anderson (Lyla Michaels), Cynthia Addai-Robinson (Amanda Waller), Dylan Neal (dott. Anthony Ivo), Teryl Rothery (Jean Loring), Michael Rowe (II) (Deadshot), Michael Rogers (Sergei Pavelski), David Nykl (Anatoli Knyazev)
- Ascolti USA: 3 090 000 telespettatori – share 18-49 anni 3%[15]
- Ascolti Italia: 2 297 000 telespettatori – share 8.14%[16]

## Lo Stato contro Queen
- Titolo originale: State v. Queen
- Diretto da: Bethany Rooney
- Scritto da: Marc Guggenhei e Drew Z. Greenberg

### Trama
Sei mesi prima: dopo l'esplosione al Glades, il conte Vertigo, rinchiuso in prigione riesce a fuggire. Così ingaggia numerosi scienziati e crea una nuova versione della droga "Vertigo" capace di peggiorare ancora di più la dipendenza.
Oggi: il Conte rapisce Adam, il procuratore capo di Laurel, gli inietta una dose di Vertigo e in mondovisione lo costringe a supplicarlo di dargli la cura. Grazie all'aiuto di Felicity che rintraccia il luogo dove Adam è tenuto segregato, Oliver interviene e gli salva la vita, ancora una volta evitando di uccidere il Conte. Tuttavia è contemporaneamente in corso il processo per le accuse di complicità a Moira Queen. Dopo il rapimento di Adam è Laurel a prendere le redini del processo. Così scopre che il segreto che Moira manteneva nei confronti dei figli, era la relazione che anni prima aveva avuto con Malcolm Merlyn. A causa degli impegni in tribunale di Oliver Felicity cerca una cura per Diggle, anch'egli precedentemente infettato, senza volere coinvolgere Oliver. Tuttavia viene rapita dal conte, inoltre il criminale rivela a Oliver che una persona molto potente in città lo vuole morto, quando è sul procinto di uccidere Felicity Oliver lo uccide conficcandogli tre frecce nel petto e gettandolo dalla finestra. In un flashback, Oliver, ancora prigioniero del dottor Ivo, raggiunge il luogo dove credeva si trovassero Slade e Shado. Non trovando nessuno Oliver, il dottor Ivo, Sara e il resto dell'equipaggio raggiungono il luogo dove sono nascosti i cadaveri dei soldati giapponesi. Ivo non trova quello che cerca, ma intanto intervengono Shado e Slade a salvare Oliver, che scappa portandosi dietro anche Sara. Così i quattro scoprono che quello che cercava Ivo erano le coordinate per il luogo di un sottomarino giapponese della seconda guerra mondiale dove si trova il Mirakuru, Oliver decide di appropriarsene per salvare la vita di Slade, che è gravemente ferito. Ritornando alle vicende attuali, il processo si conclude con la scarcerazione di Moira, tutti (compresa la donna) sono stupefatti dall'esito del processo visto che sembrava implicito che Moira finisse condannata. Tornando a casa però, l'autista ferma l'auto in un parcheggio dove viene assassinato. Malcolm Merlyn è ancora vivo, sopravvissuto allo scontro con Oliver, rivelando che è stato lui a salvare Moira dal processo visto che ha dei contatti all'ufficio della procura. Documenti alla mano, viene svelata una sconcertante verità: Thea Queen è figlia biologica di Malcolm.
- Guest star: Manu Bennett (Slade Wilson), Susanna Thompson (Moira Queen), Kevin Alejandro (Sebastian Blood), Celina Jade (Shado), Caity Lotz (Sara Lance/Black Canary), Dylan Bruce (Adam Donner), Keri Adams (Bethany Snow), Dylan Neal (dott. Anthony Ivo), Seth Gabel (Conte Vertigo)
- Ascolti USA: 2 660 000 telespettatori – share 18-49 anni 3%[17]
- Ascolti Italia: 2 292 000 telespettatori – share 7.98%[18]

## Lo scienziato
- Titolo originale: The Scientist
- Diretto da: Michael Schultz
- Scritto da: Greg Berlanti, Andrew Kreisberg e Geoff Johns

### Trama
Una nuova minaccia appare sullo scenario di Starling City: un uomo con una forza sovrumana scassina una delle industrie Queen e ruba una centrifuga. La polizia e Oliver parallelamente cominciano a indagare. All'inizio Oliver tiene nascosto ai compagni di avere un'idea su chi fosse il responsabile della rapina: in un flashback infatti Oliver, Shado, Slade e Sara riescono a raggiungere, attraverso le coordinate, il sottomarino giapponese, e somministrano la cura di staminali a Slade che sta per morire, prima di iniettargli il siero Slade rivela a Shado di amarla: purtroppo dopo essersi iniettato il siero Slade muore ugualmente. Oliver rivela a Felicity e Diggle che quel siero era in grado di trasformare gli uomini in esseri con una forza sovrumana. Intanto, alle Industrie Queen, torna Moira alla dirigenza, dopo essere stata scagionata. Così Oliver le organizza una festa di bentornato, festa a cui partecipano solo poche persone, in quanto una giuria l'aveva perdonata, ma non la città. Malcolm incita Moira a rivelare a Thea la verità sul suo vero padre, ma Moira contrattacca costringendo Malcolm a lasciare la città in quanto Ra's al Ghul è sulle sue tracce, desideroso di ucciderlo visto che Malcolm ha violato le regole della Lega degli Assassini. A indagare per la polizia intanto arriva un detective forense di Central City, Barry Allen, di cui Felicity si invaghisce. Diggle, indagando, scopre che però il ragazzo non è chi dice di essere, il ragazzo rivela che sua madre morì a causa di un evento inspiegabile e che il padre è stato incriminato ingiustamente per l'assassinio prendendosi l'ergastolo, da allora indaga su casi anomali; in seguito decide di ritornare a casa. Arrow si incontra di nascosto con Roy che sta indagando sulla morte di un amico, secondo la polizia si tratta di semplice overdose, ma Oliver riconosce nella foto del morto l'effetto del siero, perciò cerca di dissuadere Roy che preferisce non ascoltarlo, alla fine Arrow ferisce Roy a una gamba pur di impedirgli di mettersi nei guai. Oliver affronta il misterioso criminale dalla super-forza, Cyrus Gold, appurando che è stato potenziato da Mirakuru, dopo un duro combattimento Oliver viene sconfitto, e dopo essere stato colpito dal siero, Oliver è in procinto di morire, così Felicity chiede aiuto proprio ad Allen per salvargli la vita.
- Guest star: Kevin Alejandro (Sebastian Blood), Celina Jade (Shado), Caity Lotz (Sara Lance/Canary), Summer Glau (Isabel Rochev), Dylan Neal (dott. Anthony Ivo), John Barrowman (Malcolm Merlyn), Keri Adams (Bethany Snow), Lee Vincent (Kelton), Grant Gustin (Barry Allen)
- Ascolti USA: 3 240 000 telespettatori – share 18-49 anni 3%[19]
- Ascolti Italia: 2 357 000 telespettatori – share 8.28%[20]

## Tre fantasmi
- Titolo originale: Three Ghosts
- Diretto da: John Behring
- Scritto da: Greg Berlanti, Andrew Kreisberg, Ben Sokolowski e Geoff Johns

### Trama
Barry riesce a capire che Oliver soffre di una coagulazione intravenosa, ma riesce fortunatamente a curarlo usando gli ingredienti di un veleno per topi. Oliver si risveglia e si arrabbia con Felicity per avere svelato la sua identità a Barry, poi lascia la base per andare a casa Queen, dove Moira ha appena finito di addobbare l'albero di Natale. Entrando in camera di Thea, Oliver vede Roy ferito alla gamba, con la freccia ancora conficcata in essa. Riuscito a estrarla, Oliver esce dalla stanza e ha una visione di Shado davanti a sé, effetto collaterale del medicinale somministratogli da Barry. La scena si sposta sull'isola, dove Ivo e i suoi uomini catturano Oliver, Shado e Sara, lasciando Slade morto. Ivo poco dopo uccide Shado. Ritornando al presente, Oliver ha un'altra visione, questa volta di Slade, che lo rimprovera per non avere salvato lui e Shado, dopo una breve conversazione i due combattono e Oliver perde. Felicity e Barry, attraverso delle tracce di unto sul collo di Oliver, riescono a risalire all'identità del suo aggressore, Cyrus Gold. Arrow informa il detective Lance, il quale si reca con i suoi uomini al parcheggio di un motel, dove vengono massacrati da Cyrus Gold. Lance rimane vivo e viene trasportato d'urgenza in ospedale, in terapia intensiva. Laurel e Sebastian Blood lo raggiungono, e si scopre che uno degli uomini di Lance, evidente complice di Blood, aveva partecipato all'operazione per assicurarsi che nessuno rimanesse vivo. Roy, volendo scoprire la verità sull'amico di Sin, viene catturato da Sebastian Blood, il quale gli somministra il Mirakuru. Allora arriva Arrow, che riesce a salvare Roy e uccidere Cyrus Gold, incoraggiato da una visione di Tommy che lo incita ad alzarsi e combattere. In fretta e furia, Arrow cura Roy e lo risistema nel letto di Thea, in modo da non destare sospetti. Barry, nel frattempo rientra a Central City per assistere all'accensione del nuovo acceleratore di particelle della S.T.A.R.. Arriva in ritardo, ma il telegiornale dice che le forti piogge stanno causando un sovraccarico del sistema. L'acceleratore esplode poco dopo, e Barry viene colpito da uno dei fulmini. Alla base, Oliver si accorge che Barry ha lasciato un regalo per lui: una maschera per celare meglio la sua identità di Arrow. Nel frattempo, Sebastian Blood va a fare visita al suo capo. Ci si accorge con molto stupore che si tratta di Slade Wilson: grazie a un flashback, si scopre che il Mirakuru aveva fatto effetto su Slade, donandogli una forza sovrumana. Poco dopo, infatti, Slade uccide tutti gli uomini di Ivo. Nel presente Slade afferma di sapere chi si cela sotto il cappuccio di Arrow: "Conosco benissimo la sua identità. Lui è un mio amico. La morte sarebbe una liberazione da questa vita, e lui non ha ancora iniziato a scontare la sua pena. Gli porterò via tutto quello che ha di più caro. Distruggerò coloro che stanno dalla sua parte. Corromperò le persone a cui tiene. Soltanto quando avrà perso tutto quello a cui è più legato gli trafiggerò un occhio con una freccia."
- Guest star: Kevin Alejandro (Sebastian Blood), Celina Jade (Shado), Caity Lotz (Sara/Black Canary), Dylan Neal (dott. Anthony Ivo), Manu Bennett (Slade Wilson), Grant Gustin (Barry Allen)
- Ascolti USA: 3 020 000 telespettatori – share 18-49 anni 3%[21]
- Ascolti Italia: 1 989 000 telespettatori – share 6.64%[22]

## Raggio di esplosione
- Titolo originale: Blast Radius
- Diretto da: Rob Hardy
- Scritto da: Jake Coburn e Keto Shimizu

### Trama
Oliver deve affrontare una nuova minaccia per la città di Starling City quando delle bombe iniziano a esplodere in città. Felicity torna da Central City, in quanto era rimasta al fianco di Barry che è finito in uno stato di coma dopo essere stato colpito da un fulmine e Oliver inizia a litigare con lei visto che pretende un maggior rendimento da parte sua. Felicity riesce a capire chi c'è dietro gli attentati: si chiama Mark Sheffer, un uomo che viene soprannominato Shrapnel. Sebastian Blood intanto organizza una manifestazione di protesta contro questi attentati diventando di fatto un bersaglio facile per il terrorista. Arrow cerca di fermare i bombardamenti, ma Shrapnel lo intrappola e lo aggancia a una bomba, e non è in grado di muoversi senza fare scattare il dispositivo. Mentre Felicity aiuta Oliver, Diggle deve trovare la bomba in piazza prima che esploda. Alla fine Arrow riesce a consegnare il terrorista alla giustizia. Nel frattempo, Roy continua a nascondere la sua nuova forza a Thea, ma quando Roy salva sua madre sollevando un'enorme torre di luce di una tonnellata di peso, esige risposte. Oliver riesce a sconfiggere il nemico grazie all'aiuto dei suoi amici, Oliver si scusa con Felicity ammettendo che l'aiuto della ragazza ormai è indispensabile per lui. Laurel inizia a provare dei sentimenti per Sebastian Blood, ma non può fare a meno di sospettare che ci sia qualcosa di oscuro e pericoloso su di lui, inoltre scopre che è cresciuto con Cyrus Gold, l'uomo che ha ucciso il partner di Lance. Alla fine la ragazza scopre che la madre di Sebastian è rinchiusa in un istituto psichiatrico, la donna rivela a Laurel che il figlio l'ha rinchiusa lì perché è l'unica testimone del suo crimine, infatti il consigliere comunale si è macchiato dell'omicidio del padre. Nei flashback dell'isola Sara si preoccupa per Slade, infatti rivela a Oliver che quando era in compagnia di Ivo, la ragazza aveva studiato le documentazioni dei giapponesi riguardanti Mirakuru affermando che quelli sopravvissuti alla somministrazione del farmaco erano diventati pericolosi e mentalmente instabili. Oliver si rende conto che l'amico sta cambiando, inoltre si sente in colpa per non avergli detto che la sua amata Shado è morta perché Oliver ha preferito prendere le difese di Sara. Sopraffatto dalla rabbia Slade, ora, ha intenzione di rintracciare e uccidere Ivo.
- Guest star: Kevin Alejandro (Sebastian Blood), Caity Lotz (Sara Lance), Sean Maher (Shrapnel), Manu Bennett (Slade Wilson).
- Ascolti USA: 2 520 000 telespettatori – share 18-49 anni 3%[23]
- Ascolti Italia: 2 249 000 telespettatori – share 7.8%[24]

## Punto cieco
- Titolo originale: Blind Spot
- Diretto da: Glen Winter
- Scritto da: Wendy Mericle e Beth Schwartz

### Trama
Oliver interroga ancora un criminale per scoprire chi si nasconde sotto la maschera con il teschio, ma senza successo e quindi ritorna alla base. Il telefono della Freccia squilla, è l'ex detective Lance che chiede a Oliver di potere incontrare Laurel e vuole che indaghi su Sebastian Blood. Oliver non sa se fidarsi di Laurel, ma lo fa. Intanto nell'ospedale psichiatrico Blood fa visita a sua madre e chiede cosa abbia detto a Laurel, sua madre si scusa per tutto quello che le ha detto, Sebastian accetta le sue scuse ma non l'uomo con la maschera da teschio. Sua madre muore per un attacco al cuore. Oliver continua a indagare su Blood, e Felicity scopre che nel Municipio ci sono le prove che stanno cercando, ma non può hackerarle. Quindi Oliver e Laurel vanno nel Municipio, e con un po' di difficoltà riescono a trovarle. Laurel apre, ma non c'è nulla, Sebastian le ha già fatte sparire. Si reca a casa sua, trova tutto a soqquadro. È la polizia, che arresta Laurel per possesso illegale di farmaci. Intanto Roy svela a Sin la sua super-forza, e cercano di fare come Arrow, dare la caccia al crimine; il "fortunato" è lo "squartatore", un uomo che squarta letteralmente le prostitute. Roy quasi lo uccide. Nell'ufficio di Sebastian Slade vuole che quest'ultimo non lo deluda più, altrimenti lo ucciderà. Oliver incontra Laurel, ma qualcuno la rapisce e lascia un messaggio sulla parete di casa per Arrow. Oliver sa già dove andare. Infatti riesce a salvare Laurel, e a malmenare l'uomo con la maschera da teschio. Quest'ultimo sta quasi per sparare a Oliver, ma Laurel lo salva. L'uomo con la maschera da teschio muore, ma sotto quella maschera non c'era Blood. C'era l'agente della polizia che aveva tradito i suoi "colleghi" avvisando Sebastian e Cyrus Gold dell'arrivo della polizia. Nell'ufficio di Sebastian, lui sta dialogando con i "suoi" uomini, ma vengono assaliti da Deathstroke. Slade avvisa Sebastian: un altro passo falso e gli taglierà la gola. Arrow raggiunge Roy dicendogli che lo aiuterà a mantenere il controllo e ad addestrarlo. Roy non vede l'ora di collaborare con lui.
In un flashback sull'isola Oliver chiede scusa a Sara per averla convinta a salire sul Queen's Gambit con lui, ma lei rivela che lo ha fatto non solo per il fascino di Ollie, ma perché lei aveva una grande cotta per lui. Sara, mentre Oliver sta dormendo, si sente con Ivo tramite il walkie-talkie, prima Ivo si comporta bene con lei, ma quando Sara dice che avrebbe preferito essere morta piuttosto che avere collaborato con lui, Ivo le dà della "ragazza" ingrata.
- Guest star: Kevin Alejandro (Sebastian Blood), Bex Taylor-Klaus (Sin), Caity Lotz (Sara Lance), Ana Mercedes (Maya Resik), Dan Pelchat (Richard), Daesha Danielle Usman (Katherine), Stefan Arngrim (Fence), Dylan Neal (dott. Anthony Ivo), Jesse Hutch (Officer Daily)
- Ascolti USA: 2 490 000 telespettatori – share 18-49 anni 2%[25]
- Ascolti Italia: 2 114 000 telespettatori – share 7.18%[26]

## Tremori
- Titolo originale: Tremors
- Diretto da: Guy Norman Bee
- Scritto da: Marc Guggenheim e Drew Z. Greenberg

### Trama
Arrow propone di formare Roy, così da potergli insegnare a controllare la sua ritrovata super-forza. Tuttavia Roy è uno studente ribelle e si rifiuta di ascoltare Arrow e rivela la sua vera identità, e quindi Oliver si rifiuta di continuare ad aiutarlo. Nel frattempo Bronze Tiger/la Tigre di Bronzo fugge dal carcere e ruba un prototipo della macchina di Malcolm che ha provocato il terremoto e la vuole vendere al miglior offerente. Oliver, Diggle e Felicity cercano di fermare il trasferimento della macchina, ma la testa calda di Roy si mette di mezzo, mettendo tutti in pericolo. Alla fine Oliver gli rivela la sua identità segreta e i due insieme fermano la Tigre di Bronzo, in seguito Oliver lo fa diventare un membro della squadra a tutti gli effetti mettendolo al corrente della sua alleanza con Diggle e Felicity. Laurel viene radiata dall'albo degli avvocati e va fuori controllo. Moira è entusiasta quando Walter le chiede di andare a cena assieme, ma il vero motivo del perché glielo chiede la sorprende: Walter vuole che Moira si candidi come sindaco perché Blood porterebbe la città alla bancarotta. Thea, nel frattempo, incoraggia la madre a chiedere a Walter di tornare insieme e si dice favorevole alla sua candidatura. Dopo che Tigre di Bronzo viene arrestato, Amanda Waller lo va a trovare in prigione dicendogli che è interessata alle sue capacità. Nei flashback dell'isola Slade decide di uccidere Ivo per vendicare la sua amata Shado, facendo affondare la sua nave con il lanciamissili di Feyers, ma Oliver lo sprona a non farlo facendogli capire che il Mirakuru lo sta cambiando, e che lui deve essere un uomo migliore per suo figlio Jo.
- Guest star: Michael Jai White (Ben Turner/Bronze Tiger), Caity Lotz (Sara Lance), Colin Salmon (Walter Steele), Cynthia Addai-Robinson (Amanda Waller), Annie Ilonzeh (Joanna de la Vega), Nicholas Lea (Mark Francis), James Kidnie (Milo Armitage)
- Ascolti USA: 2 950 000 telespettatori – share 18-49 anni 3%[27]
- Ascolti Italia: 2 334 000 telespettatori – share 8.07%[28]

## Erede del demonio
- Titolo originale: Heir to the Demon
- Diretto da: Wendey Stanzler
- Scritto da: Jake Coburn

### Trama
All'aeroporto di Starling City arriva una misteriosa ragazza, dopo che l'impiegato digita il suo nome il file dell'ARGUS la riconosce, pertanto le guardie di sicurezza cercano di fermarla, ma lei riesce a metterle al tappeto. Nel frattempo Laurel si risveglia in ospedale (nella puntata precedente era stata avvelenata da un membro della Lega degli Assassini). Oliver cerca di aiutare Sara con la misteriosa donna dell'aeroporto, che si rivela essere Nyssa al'Ghul, la figlia di Ras al'Ghul, che rivuole Sara nella Lega degli Assassini, infatti Nyssa e Sara erano amanti. Felicity scopre che Moira ha elargito un'enorme somma di denaro al suo medico curante tramite una società fantasma, la ragazza non ci mette molto a capire che Thea è la figlia di Malcolm Merlyn, e lo racconta a Oliver. Nyssa rapisce la madre di Sara, Dinah, e dunque la ragazza cerca di salvarla; Sara e suo padre la portano in salvo, in seguito si scopre che Sara aveva preso del veleno per evitare di tornare alla lega, Nyssa per amore di Sara permette a Oliver di salvarla e le dà il permesso di lasciare la lega. Sara si ricongiunge alla sua famiglia, ma Laurel aggredisce la sorella cacciandola via e rinfacciandole il suo odio accusandola di avere distrutto la sua vita e quella di tutta la famiglia. Oliver arrabbiato con la madre per il segreto le dice chiaramente che non può perdonarla, ma la appoggerà pubblicamente finché ci sarà la campagna elettorale per il seggio di sindaco. Al rifugio di Arrow Sara e Oliver si fanno forza a vicenda a causa dei loro pessimi rapporti familiari e si rendono conto di amarsi ancora.
- Guest star: Kevin Alejandro (Sebastian Blood), Caity Lotz (Sara Lance/The Canary), Colin Salmon (Walter Steele), Katrina Law (Nyssa al'Ghul), Nicholas Lea (Mark Francis), Alex Kingston (Dinah Lance), Rebecca Shoichet (Servant), Marrett Green (TV Reporter)
- Ascolti USA: 2 860 000 telespettatori – share 18-49 anni 3%[29]
- Ascolti Italia: 2 123 000 telespettatori – share 7.41%[30]

## Il tempo della morte
- Titolo originale: Time of Death
- Diretto da: Nick Copus
- Scritto da: Wendy Mericle e Beth Schwartz

### Trama
William Tockman organizza una rapina a tempo e ruba un dispositivo elettronico che gli permetterà di accedere a qualsiasi caveau di una banca nel mondo. Oliver e Sara vengono a conoscenza del suo lavoro, insieme cercano di fermarlo, sventando una delle sue rapine. In risposta, Tockman utilizza il dispositivo per introdursi nel server del nascondiglio di Oliver per sovraccaricarlo in modo che esploda. Felicity, sentendosi esclusa dal team, cerca di catturare da sola Tockman alla banca dei Queen: Oliver, Sara, e Diggle arrivano in tempo per proteggere Felicity, ma quando Tockman minaccia Sara, Felicity si lancia per salvarla, prendendo un proiettile e procurandosi così la sua unica cicatrice, alla fine Felicity fa esplodere il cellulare che William aveva in tasca con lo stesso dispositivo che l'uomo aveva usato per distruggere i server della base, mettendolo fuori gioco. Nel frattempo la famiglia Lance cerca di cenare insieme e si scopre che Sara e Oliver hanno intrapreso una relazione, con grande rabbia di Laurel. Intanto Quentin crede che ora che la famiglia si è ricongiunta, lui e Dinah possano ricostruire il loro matrimonio, ma la donna rivela di avere una relazione stabile con un uomo a Central City. Oliver litiga con Laurel dicendogli che non può dare per sempre agli altri la colpa dei suoi problemi, e che non ha più intenzione di assecondarla. Sara medica la ferita di Felicity, che ammette di essersi sentita esclusa con l'arrivo di Sara, ma Oliver le fa capire che lei è insostituibile per la squadra. Sara inizia a lavorare come barista per il locale di Oliver, più tardi Laurel va a trovare Sara e le rivela il motivo della sua rabbia, in lacrime si scusa con la sorella per come l'ha accolta dopo il suo ritorno e le due sorelle si abbracciano. Nel flashback si scopre perché Sin sia amica di Sara, l'aereo di un pilota che stava sorvolando l'isola viene abbattuto, l'uomo si fida di Sara affidandole la protezione di sua figlia dodicenne: Sin. In seguito a una chiamata di Thea, Oliver si precipita a casa, ma solo per scoprire che la chiamata era solo un trucco per fare parlare lui e Moira. La stessa Moira dice a Oliver che è occupata con un ospite, e con grande sorpresa di Oliver si tratta del suo vecchio compagno, Slade Wilson, ansioso di vendetta, ma per salvare le apparenze i due si stringono la mano come se niente fosse.
- Guest star: Caity Lotz (Sara Lance/The Canary), Bex Taylor-Klaus (Sin), Robert Knepper (William Tockman/Clock King), Russell Porter (padre di Sin), Alex Kingston (Dinah Lance), Curtis Caravaggio (Eddie Walczak), Tig Fong (Certo)
- Ascolti USA: 2 450 000 telespettatori – share 18-49 anni 3%[31]
- Ascolti Italia: 2 063 000 telespettatori – share 7.39%[32]

## La promessa
- Titolo originale: The Promise
- Diretto da: Glen Winter
- Scritto da: Jake Coburn e Ben Sokolowski

### Trama
Slade è ospite nella dimora dei Queen e Oliver non può fare a meno di preoccuparsi, per tanto chiama Sara, Diggle e Roy per intervenire. Nei flashback dell'isola Oliver, Slade e Sara pianificano di prendere il controllo dell'imbarcazione di Ivo, Oliver intanto fa pratica con arco e frecce, dando prova di notevoli miglioramenti. I tre fanno irruzione nella nave e salvano i detenuti di Ivo, tra cui Anatoly, mentre Oliver raggiunge Ivo e gli esprime la sua rabbia per ciò che ha fatto a Shado, ma l'uomo accusa Oliver di essere un ipocrita perché è lui che ha causato la morte dell'amica preferendo Sara, purtroppo Slade ascolta la conversazione e preso dalla rabbia aggredisce Oliver, così Sara e i detenuti scappano rifugiandosi nell'isola, mentre Oliver e Ivo restano nella nave di cui Slade ha preso il controllo. Slade con la sua spada taglia il braccio di Ivo e rinchiude sia lui che Oliver dentro delle celle. Nel presente Oliver viene assistito dai suoi amici, ma Slade non sembra avere intenzione di combattere, e dunque se ne va via ma non prima di promettere a Oliver che pagherà per tutto ciò che gli ha fatto. Nel finale si scopre che durante le ore passate in casa Queen, Slade ha tappezzato la villa di videocamere.
- Guest star: Caity Lotz (Sara Lance), Dylan Neal (Anthony Ivo), Celina Jade (Shado), David Nykl (Anatoly Knyazev/KGBeast), Ron Selmour (il macellaio/capitano), Artine Brown (Hendrick Von Arnim), James Pizzinato (Thomas Flynn), Rebecca Shoichet (Servant)
- Ascolti USA: 2 210 000 telespettatori – share 18-49 anni 2%[33]
- Ascolti Italia: 1 930 000 telespettatori – share 6.58%[34]

## Squadra suicida
- Titolo originale: Suicide Squad
- Diretto da: Larry Teng
- Scritto da: Bryan Q. Miller e Keto Shimizu

### Trama
Oliver passa una notte con Sara al rifugio di Arrow, e in sogno vede l'immagine di Shado che lo accusa di essere un assassino. Oliver chiede aiuto al boss della mafia russa di Starling City, Alexi Leonov, per trovare informazioni su Slade Wilson e in cambio Alexi gli ordina di fare dei lavori sporchi per lui, ma Oliver si rifiuta mettendo fuori combattimento i suoi uomini e obbligando con la forza Alexi a fare tutto ciò che egli gli ordina. Dopo avere passato una mattinata romantica con Lyla, John e la sua ex moglie vengono reclutati da Amanda Waller perché un criminale di nome Gholem Qadir, che loro due avevano protetto durante il periodo nell'esercito che poi era stato rilasciato in cambio di informazioni, è sospettato di avere rubato un agente nervino molto pericoloso, nonostante sia diventato un uomo d'affari di successo. L'ARGUS, guidato da Amanda Waller, lo vuole fermare e dunque mette in piedi una squadra suicida composta da criminali: Deadshot, Ben Turner e Mark Scheffer, a cui Lyla e John dovranno dare assistenza. Intanto Alexi avvisa Oliver di avere trovato il conto in banca di Slade, Oliver rintraccia il nemico e decide di ucciderlo. Egli raggiunge l'abitazione di Slade, ma trova soltanto il cadavere di Alexi e un filmato di Shado perché il nemico ha anticipato le sue mosse. Infine comprende che Slade è troppo forte e che non può sconfiggerlo da solo, ma Sara gli assicura che combattendolo insieme loro due lo sconfiggeranno. Durante la missione, Scheffer cerca di scappare, ma l'ARGUS lo uccide, e John inizia a conoscere meglio Deadshot e scopre che ha una figlia di nome Zoe. Deadshot entra nell'abitazione di Gholem, durante una festa, e scopre dove è nascosto il gas nervino, ma quest'ultimo è troppo pesante per potere essere spostato, perciò Amanda Waller decide di distruggere l'abitazione di Gholem con un attacco missilistico, non curante degli innocenti che si trovano alla festa. Tuttavia John e Lyla, preoccupati, fanno evacuare la casa, mentre Ben Turner uccide Gholem. In un primo momento Deadshot vorrebbe rimanere nell'abitazione per morire con onore, ma John lo convince a salvarsi per sua figlia Zoe. Si scopre, però, che il missile lanciato da Amanda segue solo le tracce del congegno che l'ARGUS aveva impiantato nel cranio di Deadshot, ma fortunatamente Lyla riesce a estrarlo salvando la squadra. La missione ha successo, ma Amanda è insoddisfatta perché con un'esplosione missilistica nella casa di Gholem, avrebbe spazzato via l'agente nervino senza rivelare l'operazione a nessuno, invece a causa di John e Lyla è stato più difficile per l'associazione nascondere l'accaduto, ma a John ciò non importa e parlando con Amanda le dice chiaramente che non vuole più lavorare per lei. Ben Turner e Deadshot tornano nelle loro celle, e John parla con Lyla esprimendole quanto l'ex moglie significhi per lui, affermando che non vuole perderla. L'episodio si conclude con Oliver che chiede aiuto ad Amanda per sconfiggere Slade, la donna dice all'arciere che se vuole sconfiggere il nemico dovrà prima rintracciare un pericoloso mercenario che ora si trova a Starling City, il suo nome è Deathstroke (che in realtà non è altro che lo stesso Wilson).
- Guest star: Caity Lotz (Sara Lance), Celina Jade (Shado), Audrey Marie Anderson (Lyla Michaels/Harbinger), Michael Rowe (Floyd Lawton/Deadshot), Michael Jai White (Ben Turner/Bronze Tiger), Cynthia Addai-Robinson (Amanda Waller/Mockingbird), Sean Maher (Mark Scheffer/Shrapnel), Ben Browder (Ted Gaynor), Tara Strong (Harley Quinn), Cassidy Alexa (Harley Quinn), Keri Adams (Bethany Snow), Lee Majdoub (Gholem Qadir), Eugene Lipinski (Alexi Leonov), Jason Bell (Gholam's Security), Zara Durrani (Refugee Woman), Allison Riley (Tech), Don Michael (Benefit Security)
- Ascolti USA: 2 420 000 telespettatori – share 18-49 anni 3%[35]
- Ascolti Italia: 1 985 000 telespettatori – share 6.88%[36]

## Uccelli rapaci
- Titolo originale: Birds of Prey
- Diretto da: John Behring
- Scritto da: Mark Bemesderfer e A.C. Bradley

### Trama
Durante una retata della polizia, a cui partecipano pure Arrow e Sara, Quentin arresta un criminale che si rivela essere Frank Bertinelli, scomparso ormai da tempo. Oliver è ben consapevole che la figlia di Frank, Helena Bertinelli, tornerà per uccidere il padre dato che vuole ancora vendicare il suo amato Michael, ucciso dallo stesso Frank. Laurel dopo avere frequentato gli alcolisti anonimi viene riassunta dall'assistente procuratore Donner, che gli chiede di lavorare sul caso Bertinelli. Roy fatica a controllarsi a causa degli effetti del Mirakuru e dunque Oliver per proteggere la sorella impone a Roy di non frequentarla più. Durante il processo Helena entra in aula con un gruppo di sicari, dopo un conflitto a fuoco Helena prende un gruppo di ostaggi e minaccia di ucciderli se non gli consegneranno Frank. Quando Quentin scopre che è stato Donner a organizzare il piano per catturare Helena lo prende a pugni visto che pure Laurel è una degli ostaggi, e che Donner l'ha usata solo come capro espiatorio. Sara entra nell'edificio per salvare la sorella, Sara e Helena si affrontano e la criminale ha la meglio. Helena ordina a Oliver di consegnargli suo padre altrimenti ucciderà Laurel, quest'ultima cerca di convincere Helena che le scelte che sta prendendo sono sbagliate, ma Helena non può rinunciare alla vendetta. Helena esce dall'edificio di nascosto, Sara, Oliver e Quentin le consegnano Frank, ma la SWAT arriva sul posto iniziando a sparare uccidendo accidentalmente Frank, Sara combatte nuovamente contro Helena sconfiggendola, infine Quentin arresta Helena. Oliver va a trovarla in prigione e la ragazza ammette che Oliver aveva ragione e che la morte di Frank non la fa sentire meglio, ma Oliver si scusa con lei per non essere riuscito a renderla una persona migliore ma la rassicura dicendole che non la lascerà mai sola. Donner viene licenziato per il suo comportamento, mentre il procuratore Kate decide di riassumere permanentemente Laurel alla procura. Nei flashback dell'isola si vede Slade alle prese con dei problemi, infatti il motore della nave non funziona e dunque non può andarsene dall'isola, quindi parla con Sara attraverso la radio e le ordina di consegnargli uno dei detenuti da lei liberati, Hendrick, visto che se ne intende di motori, Sara decide di stare all'accordo. Roy decide di lasciare Thea come ordinatogli da Oliver facendole credere di averla tradita spezzandole così il cuore (lei ovviamente aveva capito che il tradimento non era vero, infatti ciò che l'aveva ferita era proprio il fatto che avesse capito che Roy aveva un problema ma che preferisse farle credere di esserle infedele piuttosto che parlargliene), Roy torna da Oliver dicendogli di avere lasciato Thea, quando Oliver se ne va Roy furioso distrugge il bracciale che aveva regalato a Thea. L'episodio si conclude con Thea che incontra Slade fuori dal locale che le offre un passaggio a casa.
- Guest star: Caity Lotz (Sara Lance/Black Canary), Jessica De Gouw (Helena Bertinelli/The Huntress), Jeffrey Nordling (Frank Bertinelli), Dylan Bruce (Adam Donner), David Nykl (Anatoli Knyazev/KGBeast), Artine Brown (Hendrick Von Arnim), Chelah Horsdal (Kate Spencer), Sean Rogerson (Peter), Marrett Green (TV Reporter), Lochlyn Munro (capitano SWAT Stein), Mittita Barber (donna che grida), Gavin Cooke (pirata), Sarah Dugdale (Becky), Bombyx Du Murier (poliziotto), Jesse James Pierce (Obnoxious Clubber), Jorge Vargas (Junkie), Daylin Willis (ragazzo del college)
- Ascolti USA: 2 620 000 telespettatori – share 18-49 anni 3%[37]
- Ascolti Italia: 1 877 000 telespettatori – share 6.64%[38]

## Colpo mortale
- Titolo originale: Deathstroke
- Diretto da: Guy Bee
- Scritto da: Marc Guggenheim e Drew Z. Greenberg

### Trama
Con la scusa di riaccompagnare Thea a casa Slade la rapisce. Intanto Moira e Sebastian partecipano a un dibattito, ma durante l'evento viene mandato un video con il rapimento di Thea. Tutti sono agitati, Isabel sprona Oliver a concentrarsi pure sui suoi doveri di amministratore delegato, ma il giovane Queen è troppo preso dal rapimento della sorella e quindi tramite contratto nomina Isabel amministratore unico della ditta. Oliver scopre subito che l'artefice è Slade, dunque lui e i suoi amici si recano nella sua abitazione e Oliver narcotizza il nemico facendolo arrestare da Lance. Purtroppo l'arresto di Lance è stato mediato tramite l'aiuto di Arrow, e quindi non è valido, inoltre non ci sono prove riguardanti il suo coinvolgimento e dunque viene rilasciato. Durante i flashback dell'isola si vede come Slade ha rilasciato Oliver riconsegnandolo a Sara, nonostante sia tentato di ucciderli entrambi. L'uomo vede l'immagine di Shado che gli dice che la morte sarebbe un dono, e che il modo giusto per punirli della sua morte è quello di lasciarli sull'isola per sempre, dopo essersi preso Hendrick, Slade ritorna sulla nave. Roy si arrabbia con Oliver perché tutto ciò che è successo è colpa sua, visto che è stato lui a spingerlo a lasciare Thea (dato che se fosse rimasto con lei avrebbe potuto proteggerla), e che il responsabile di tutto è proprio lui e non Slade, inoltre gli dice che ha chiuso con lui. Oliver scopre che Isabel si era approfittata del potere che Oliver le aveva dato per assumere il controllo permanente della sua società, che lavora per Slade e che è a conoscenza del fatto che lui è Arrow, Oliver la aggredisce ma la donna gli fa notare che tutto è andato come lei e Slade avevano premeditato e che ora è lei a capo della ditta, Oliver minaccia di ucciderla se non gli dice dove si trova Thea, la donna gli rivela il posto ma lo deride ugualmente perché sta facendo tutto quello che Slade aveva previsto. Oliver si dirige nel luogo, mentre Slade nelle vesti di Deathstroke dirotta un furgone blindato con dentro dei detenuti e li libera tutti convincendoli a seguirlo. Oliver sconfigge facilmente gli uomini di Slade, ma scopre che Thea non è lì, infatti la sorella si trova al dipartimento di polizia visto che Slade l'aveva rilasciata. Thea denuncia Slade, il quale ora è ricercato dalla polizia, però ormai è diventato ovvio che Lance lavora con Arrow, pertanto il procuratore lo sprona a rivelargli la sua identità, ma il poliziotto non vuole collaborare e dunque viene arrestato. Oliver e Moira si ricongiungono a Thea, ma la ragazza confessa che Slade prima di rilasciarla le ha rivelato il segreto che da tanto tempo Oliver e Moira le hanno tenuto nascosto, cioè che lei è la figlia di Malcolm Merlyn, Oliver si giustifica dicendo che le hanno mentito per proteggerla, ma Thea fa notare al fratello che lui non è migliore della madre. Roy lascia la città, mentre Oliver torna al rifugio e parlando con Diggle e Felicity giunge alla conclusione che Roy aveva ragione e che se tutto ciò è avvenuto non è stato per colpa di Slade, ma sua perché senza rendersene conto è diventato il peggior nemico di se stesso, ma Diggle e Felicity hanno ancora fiducia in lui. Dopo quello che è successo Moira è passata in netto vantaggio su Sebastian nei sondaggi, quest'ultimo si arrabbia con Slade per l'accaduto, ma il mercenario è sicuro delle sue azioni, mentre Isabel lo informa che avendo preso il controllo della ditta dei Queen ora può usare i suoi fondi per replicare il Mirakuru, che verrà somministrato ai detenuti che lui ha liberato, garantendosi un esercito invincibile. L'episodio si conclude con Slade che bussa alla porta di Laurel, la ragazza si spaventa ma l'uomo la rassicura dicendole che non vuole farle del male, e alla fine Slade rivela a Laurel che Oliver in realtà è Arrow e come le aveva promesso se ne va senza farle del male: Laurel rimane sola, completamente scioccata per la rivelazione.
- Guest star: Summer Glau (Isabel Rochev), Caity Lotz (Sara Lance), Celina Jade (Shado), David Nykl (Anatoli Knyazev/KGBeast), Artine Brown (Hendrick Von Arnim), Dylan Neal (Anthony Ivo), Kevin Alejandro (Sebastian Blood/Brother Blood), Adrian Holmes (Frank Pike), Keri Adams (Bethany Snow), Marrett Green (TV Reporter), Sean Rogerson (Peter), Lance Gibson (prigioniero), Gaston Morrison (guardia), Barbara Patrick (SCPD Officer), Marc Anthony Williams (guardia QC Security)
- Ascolti USA: 2 320 000 telespettatori – share 18-49 anni 3%[39]
- Ascolti Italia: 1 887 000 telespettatori – share 6.71%[40]

## L'uomo sotto il cappuccio
- Titolo originale: The Man Under the Hood
- Diretto da: Jesse Warn
- Scritto da: Greg Berlanti e Geoff Johns (storia); Andrew Kreisberg e Keto Shimizu (sceneggiatura)

### Trama
Quentin finisce in prigione, e il procuratore lo invita a mitigare il suo rilascio in cambio del nome di Arrow, intanto Oliver distrugge i laboratori delle Industrie Queen per impedire a Isabel e Slade di usare le loro risorse per replicare il Mirakuru. Moira racconta a Oliver la verità su Isabel, cioè che lei un tempo era l'amante di suo padre. Deathstroke entra nel covo di Arrow, sconfiggendo facilmente Oliver, Sara e Diggle, ma poi li lascia stare senza fare loro del male. Oliver porta Sara in ospedale per farla curare dalle ferite inflittegli da Slade, Laurel va a trovarla e, dunque, la sorella e Oliver inventano la scusa che hanno avuto un piccolo incidente stradale. Il medico dice a Laurel che le precedenti ferite di Sara sembrano simili a quelle che solitamente si procurano i militari, Laurel quindi capisce che Sara è la misteriosa vigilante che da tempo aiuta Arrow. Thea è sempre più distante dai suoi familiari da quando ha scoperto il segreto riguardante Malcolm e sente di non appartenere più alla famiglia. Oliver capisce che Slade aveva fatto irruzione nel nascondiglio per rubare il pass dei magazzini dei laboratori S.T.A.R. per prendere il materiale necessario a replicare il siero. Il mercenario si introduce nei magazzini e incontra Caitlin e Cisco, due impiegati dei laboratori che riescono a scappare. Cisco e Caitlin sono amici di Barry Allen e dicono a Felicity che purtroppo l'amico non è ancora uscito dallo stato comatoso. Nei flashback dell'isola, Oliver e Ivo, vengono restituiti a Sara, Ivo dice ai due che è riuscito a sintetizzare una cura per il Mirakuru, e decide di dire loro dove si trova, ovvero nella cassaforte che si trova nella nave, dentro il suo alloggio, ma chiede ai due un favore, cioè ucciderlo; l'uomo infatti è destinato a morire lentamente e dolorosamente di gangrena e vuole una morte veloce. Sara esaudisce la sua richiesta ma è Oliver a ucciderlo sparandogli. Oliver chiede a Isabel dove si trova Slade, la donna rivela a Oliver che lei non era come le altre amanti di Robert, infatti i due volevano scappare via insieme, ma l'uomo scelse di restare al fianco di Oliver, Moira e Thea, pur essendo al corrente che quest'ultima non era veramente sua figlia. Laurel decide di fare uscire suo padre di prigione rivelando il nome di Arrow, ma Quentin la convince a non farlo perché l'arciere è diventato un simbolo di giustizia per Starling City. Laurel parla con il procuratore Kate convincendola a fare uscire Quentin di prigione minacciandola di fare causa alla procura. Felicity rintraccia Slade, dunque Oliver e Diggle vanno a stanarlo, il mercenario vuole drenare via il Mirakuru dal suo sangue per diffonderlo ai detenuti che ha liberato, Oliver trova Roy privo di sensi e affronta Slade e Isabel, Diggle interviene e spara alla donna, i due riescono a scappare portando via Roy. Tornati al rifugio, Oliver decide di produrre l'antidoto, con l'aiuto di Cisco e Caitlin, capendo che è l'unico modo per fermare Slade. Thea decide di andarsene di casa, nonostante Moira cerchi di fermarla, Oliver le racconta ciò che Isabel gli aveva detto, cioè che Robert sapeva che lei non era sua figlia, ma che a lui non importava perché l'amava incondizionatamente, ma la ragazza è irremovibile, e dunque se ne va via. Slade riesce a replicare il Mirakuru somministrandolo ai suoi soldati, e lo inietta pure a Isabel salvandole la vita, il mercenario ora si prepara a conquistare Starling City.
- Guest star: Summer Glau (Isabel Rochev), Caity Lotz (Sara Lance/The Canary), David Nykl (Anatoli Knyazev/KGBeast), Dylan Neal (Anthony Ivo), Danielle Panabaker (Caitlin Snow), Carlos Valdes (Cisco Ramon), Chelah Horsdal (Kate Spencer), Michael Daingerfield (Ned Foster), Richard Keats (dottore Lockhart), Hugo Steele (guardia giurata #2), Doug Chapman (Baker), Tommy Europe (guardia carceraria)
- Ascolti USA: 2 260 000 telespettatori – share 18-49 anni 2%[41]
- Ascolti Italia: 1 723 000 telespettatori – share 6.73%[42]

## Vedere rosso
- Titolo originale: Seeing Red
- Diretto da: Doug Aarnioski
- Scritto da: Wendy Mericle e Beth Schwartz

### Trama
Oliver passa la notte con Sara in un hotel e la invita a elevare la loro relazione a un livello più alto, cercando di convincerla ad andare a vivere con lui, ma la romantica nottata viene interrotta quando Diggle avverte i due che Roy, una volta risvegliatosi, è scappato. Roy perde il controllo e decide di uccidere Thea, che si trova al locale, dove Moira farà un discorso per la campagna elettorale; la donna vuole rinunciare al seggio di sindaco, ma Oliver la convince a non farlo e Moira alla fine confessa al figlio di essere a conoscenza del fatto che Arrow in realtà sia lui e che ne è orgogliosa. Oliver e Sara affrontano Roy in chiesa ma il ragazzo li sconfigge con facilità e rompe una gamba a Oliver dimostrando la sua super-forza e la sua rabbia, uscito dalla chiesa viene fermato da due poliziotti uccidendone uno e ferendo gravemente l'altro nonostante il richiamo di Oliver. Durante l'avvenimento Roy fa irruzione sconfiggendo Diggle e le guardie seminando il panico tra la folla, ma Thea si avvicina e cerca di fare tornare in sé il ragazzo ma Roy è pieno di rabbia e afferra Thea, in quel momento arriva Sara intenzionata a ucciderlo, ma Oliver la ferma e mette Roy fuori combattimento con un potente sedativo, per poi guarirlo dal Mirakuru quando avrà a disposizione la cura. Sara decide di lasciare Oliver e Starling City, perché il fatto che stesse per uccidere Roy, mentre Oliver al contrario lo ha salvato da se stesso, è la dimostrazione che lei è un'assassina a sangue freddo e capisce che lui ha bisogno di avere al suo fianco qualcuno che possa tirargli fuori il meglio ed è ben consapevole che non potrà mai essere lei quella persona. Con una serie di flashback si scoprono alcune cose riguardanti un segreto che Moira ha tenuto nascosto al figlio. Quando lui stava ancora con Laurel, la tradì con un'altra ragazza, che mise incinta. Oliver era terrorizzato e Moira per aiutare il figlio pagò la ragazza perché se ne andasse da Starling City per iniziare una nuova vita con il bambino fingendo di avere avuto un aborto spontaneo. Tornando al presente, Oliver, Thea e Moira tornano a casa in auto, Thea sottolinea che il modo in cui Oliver e Moira proteggono le persone, ovvero nascondendo loro la verità, è sbagliato perché finisce solo per creare delle crepe nei rapporti; Moira le dà ragione e quindi, proprio quando aveva deciso di dire la verità ai suoi figli sul fatto che Malcolm Merlyn fosse ancora vivo, la famiglia Queen è vittima di un incidente stradale. Oliver si risveglia e vede che l'incidente è stato causato da Slade e, proprio come fece Ivo obbligandolo a scegliere tra Shado e Sara, il criminale lo obbliga a scegliere tra la vita di Thea e quella di Moira. Il ragazzo supplica Slade di scegliere lui, ma Moira decide di sacrificarsi. Deathstroke sembra non volerla uccidere ma all'improvviso, dopo avere riposto la pistola, infilza la donna con la sua katana, uccidendola di fronte agli occhi di Oliver e Thea, andandosene dicendo a Oliver che la sua vendetta non è ancora finita, e che deve uccidere ancora una persona.
- Guest star: Summer Glau (Isabel Rochev), Celina Jade (Shado), Caity Lotz (Sara Lance/The Canary), Kevin Alejandro (Sebastian Blood), Bex Taylor-Klaus (Sin), David Nykl (Anatoli Knyazev/KGBeast), Nicholas Lea (Mark Francis), Roark Critchlow (Clinton Hogue), Keri Adams (Bethany Snow), Richard Keats (dottore Lockhart), Anna Hopkins (Samantha Clayton), Michael Antonakos (Street Tough), Daniel Bacon (reporter), Donavin Kuhl (SCPD Officer 1), Jennifer Cheon (SCPD Officer 2), Derek Green (grosso donatore), Brent McLaren (ragazzo del bar)
- Ascolti USA: 2 190 000 telespettatori – share 18-49 anni 2%[43]
- Ascolti Italia: 1 877 000 telespettatori – share 7.79%[44]

## Città di sangue
- Titolo originale: City of Blood
- Diretto da: Michael Schultz
- Scritto da: Holly Harold

### Trama
Oliver è distrutto per la morte di Moira, tanto da non trovare nemmeno il coraggio di andare al suo funerale. Isabel nel frattempo assume il controllo del Verdant, togliendolo a Thea, poiché è di proprietà della Queen Consolidated.
Sebastian è riuscito nel suo intento ottenendo il seggio di sindaco; Laurel non si fida di lui e con l'aiuto del padre riesce ad hackerare il computer di Blood, trovando così un discorso scritto per la morte di Moira prima che questa accadesse: Laurel capisce così che Sebastian era da tempo complice di Slade.
Oliver, conscio della promessa di Slade, decide di offrirsi a quest'ultimo per evitare la morte di un'altra persona a lui cara.
Thea decide di lasciare Starling City e Oliver non è intenzionato a fermarla, la saluta scusandosi con lei per non essere venuto al funerale, consapevole di non essere mai stato un bravo fratello per lei.
Oliver fissa un appuntamento con Slade al porto di Starling City, luogo carico di significato per lui. È proprio lì infatti che, sette anni prima, Oliver si era imbarcato assieme al padre e a Sara sulla Queen Gambit per poi naufragare. Se Oliver fosse morto nel naufragio nulla di quanto accaduto successivamente sarebbe mai successo e la madre e Shado sarebbero ancora in vita.
Diggle ferma Oliver narcotizzandolo e portandolo nel loro bunker, dove ad aspettarli c'è Laurel, la quale rivela di essere al corrente della doppia identità di Oliver, rivelatale da Slade. Laurel convince Oliver a non arrendersi poiché gettare la spugna non fa parte del suo carattere riferendogli ciò che ha scoperto su Sebastian Blood.
Oliver capisce che Blood era l'uomo che portava la maschera da teschio e decide di incontrarlo in un ristorante per metterlo al corrente del fatto che, ormai, ha scoperto tutto. Blood nel mentre si rende conto che Oliver e Arrow sono la stessa persona e gli rivela il suo piano: assieme a Slade distruggerà Starling City, per ricostruirla ancor più florida e ottenere il consenso dei cittadini.
Nei flashback dell'isola si vedono Oliver, Sara e Anatoli entrare in un vecchio sommergibile giapponese, che Oliver intende usare per attaccare l'imbarcazione di Slade. Il sommergibile ha bisogno di alcune riparazioni e Anatoli riesce a farle grazie alla sua esperienza in marina; il sommergibile è bloccato e per questo motivo è necessario utilizzare un siluro che crei un'onda d'urto tale da spostarlo. Tuttavia i missili presenti sul sottomarino sono missili kamikaze: richiedono che ci sia qualcuno a guidarli sull'obiettivo. Peter, uno dei prigionieri di Ivo che Oliver e Sara hanno liberato, si offre volontario dal momento in cui morirebbe ugualmente a causa di un avvelenamento da radiazioni procuratogli da Ivo durante i suoi esperimenti sul Mirakuru. Grazie al sacrificio di Peter, Oliver e gli altri riescono ad avviare il sommergibile.
Thea arriva alla stazione ferroviaria, decisa a lasciare Starling City. Nel frattempo Slade e i suoi uomini si preparano a conquistare la città. Oliver, Diggle e Felicity riescono a localizzare l'edificio dove sono presenti i soldati di Slade e sono intenzionati a farlo esplodere. Isabel, potenziata dal Mirakuru, attacca Diggle mentre Oliver è trattenuto dai soldati di Slade. I seguaci di Slade iniziano così a prendere il controllo di Starling City, mentre uno di loro fa degli ostaggi alla stazione ferroviaria, tra i quali vi è anche Thea. Nel mentre, al dipartimento di polizia dove lavora Quentin Lance il comando viene assunto da uno dei soldati di Slade.
- Guest star: Caity Lotz (Sara Lance/The Canary), Summer Glau (Isabel Rochev), Kevin Alejandro (Sebastian Blood), Colin Salmon (Walter Steele), (Anatoli Knyazev/KGBeast), Cynthia Addai-Robinson (Amanda Waller), Keri Adams (Bethany Snow), Roark Critchlow (Clinton Hogue), Sean Rogerson (Peter), Lee Vincent (Kelton), Ryan McDonell (agente), Shaughnessy Redden (SCPD Officer), Amanda Lisman (Alyssa), Vanessa Richards (addetto alla stazione), Garfield Wilson (soldato Mirakuru)
- Ascolti USA: 2 310 000 telespettatori – share 18-49 anni 3%[45]
- Ascolti Italia: 1 841 000 telespettatori – share 7.41%[46]

## Strade di fuoco
- Titolo originale: Streets of Fire
- Diretto da: Nick Copus
- Scritto da: Jake Coburn e Ben Sokolowski

### Trama
Oliver e Laurel (venuta ad aiutare l'amico), riescono a portarsi in salvo dall'edificio. Intanto Diggle è alle prese con Isabel, ma viene salvato da Felicity; lei e Diggle riescono a scappare. I super soldati seminano terrore in tutta la città, Quentin invece riesce a sconfiggere il criminale che aveva preso il controllo del dipartimento usando delle granate. Sebastian è soddisfatto dell'operato, ma uno dei super soldati uccide il procuratore Kate, nonostante gli avesse ordinato di non farlo. Nei flashback dell'isola Oliver decide di entrare nella nave di Slade, ma incarica Anatoly di distruggerla con un siluro nel caso lui e Sara non tornino entro un'ora, Anatoly augura buona fortuna al ragazzo dicendogli che ora i due sono diventati amici per la vita. Alla stazione ferroviaria, Thea viene salvata dal super soldato da qualcuno di inaspettato, suo padre, Malcolm Merlyn, tornato per salvare sua figlia dopo avere saputo della morte di Moira. Oliver si separa da Laurel, intanto gli impiegati dei laboratori S.T.A.R. hanno sintetizzato un siero per annullare gli effetti del Mirakuru. Il capo della polizia muore, mentre il tenente promuove nuovamente Quentin a detective e gli dà l'incarico di dirigere le operazioni della polizia. Laurel incontra un super soldato ma viene salvata da Sara, appena tornata a Starling City, intenzionata ad aiutare Oliver nella battaglia contro Deathstroke. Sebastian si arrabbia con Slade e Isabel per ciò che è successo al procuratore, ma i due non si curano di lui perché non condividono il suo progetto di ricostruire un giorno la città, loro vogliono distruggerla definitivamente per distruggere Oliver. Laurel e Sara discutono sulla vita di quest'ultima, Laurel sostiene che la sorella è un'eroina, ma lei non si considera tale, in seguito la ragazza salva una bambina da un edificio in fiamme, dimostrando che Laurel aveva ragione. Il corriere del laboratori S.T.A.R. che aveva la cura, viene raggiunto dai super soldati e prendono la cura portandola a Slade, ma Sebastian riesce a prenderla di nascosto e la dà a Oliver per aiutarlo, avendo capito che Slade è privo di autocontrollo. In seguito al tradimento di Sebastian, Isabel lo uccide. L'ARGUS interviene e decide di distruggere la città per eliminare i soldati di Slade, Oliver parla con Amanda Waller per convincerla a non farlo, ma lei gli dà tempo solo fino all'alba.
- Guest star: Caity Lotz (Sara Lance), Summer Glau (Isabel Rochev), John Barrowman (Malcolm Merlyn), Kevin Alejandro (Sebastian Blood/Brother Blood), Cynthia Addai-Robinson (Amanda Waller), David Nykl (Anatoli Knyazev/KGBeast), Chelah Horsdal (Kate Spencer), Adrian Holmes (Frank Pike), Keri Adams (Bethany Snow), Garfield Wilson (soldato Mirakuru #1), Kam Kozak (soldato Mirakuru #2), Ash Lee (giornalista partecipativo #1), Daniel Martin (giornalista partecipativo #2), Victoria Bidewell (giovane madre), Adrian Petriw (autista), Jennifer Cheon (clero), Brian Jagersky (poliziotto)
- Ascolti USA: 2 330 000 telespettatori – share 18-49 anni 2%[47]
- Ascolti Italia: 1 921 000 telespettatori – share 8.00%[46]

## L'impensabile
- Titolo originale: Unthinkable
- Diretto da: John Behring
- Scritto da: Greg Berlanti (storia); Marc Guggenheim e Andrew Kreisberg (sceneggiatura)

### Trama
Oliver deve affrontare i super soldati di Slade, ma anche il tempo è suo nemico dato che un drone dell'ARGUS sotto l'ordine di Amanda Waller farà esplodere Starling City se la situazione non migliora. Nyssa al Ghul e la Lega degli Assassini arrivano in soccorso di Oliver, Nyssa uccide Isabel. Thea, dopo essersi messa in salvo, va a casa di Roy, che dopo avere preso la cura iniettatagli da Oliver, è tornato come prima. Roy si scusa con lei per tutti i segreti che ha mantenuto e le promette che finita questa storia loro due scapperanno insieme, ma che prima deve uscire. Roy esce per aiutare Oliver, che con il sostegno di Sara, Quentin, Nyssa e della Lega degli Assassini, affronta i super soldati. Intanto Slade rapisce Laurel perché l'ultima persona che doveva morire era la donna che Oliver ama, a quel punto Oliver porta Felicity nella sua villa per farla stare al sicuro perché Slade si è sbagliato, non è Laurel la donna che ama ma lei. Diggle e Lyla fanno irruzione nel quartier generale dell'ARGUS e fanno evadere Deadshot, i tre raggiungono la sala centrale e minacciano Amanda con le cattive affinché ritiri il drone, Amanda rivela a Diggle che Lyla aspetta un bambino da lui. Slade avvisa Oliver di avere rapito sia Laurel che Felicity, l'arciere raggiunge il nemico, Slade pensa di avere tutto sotto controllo, ma Felicity gli inietta una siringa con dentro l'antidoto del Mirakuru togliendogli i suoi poteri. Nei flashback si vedono Oliver e Sara affrontare Slade mentre la nave affonda a causa del siluro che Anatoly ha sparato come ordinatogli da Oliver, intanto Sara cade in acqua e Oliver non riesce a salvarla. Slade e Oliver combattono ma alcune delle macerie della nave che affonda cadono sopra Slade, Oliver può guarirlo iniettandogli la cura, ma Slade gli giura che nella circostanza in cui si salvasse, lui ucciderebbe tutte le persone a lui care, quindi Oliver lo colpisce con una freccia nell'occhio uccidendolo apparentemente. Purtroppo la nave sta per affondare e il ragazzo rischia di morire. Tornando agli eventi presenti Oliver e Slade si affrontano, ma quest'ultimo, pur non potendo più contare sui suoi poteri, riesce comunque a mettere in difficoltà Oliver che non riuscendo a sconfiggere il suo vecchio mentore nel corpo a corpo lo blocca con una corda. Tutto sembra risolversi per il meglio, Sara torna con la Lega degli Assassini e quindi saluta Quentin e Laurel, dicendo alla sorella che Oliver ha bisogno di lei, Nyssa promette a Quentin che si prenderà cura di Sara, purtroppo il detective inizia a sentirsi male a causa dello scontro con i super soldati. Roy torna a casa ma vede che Thea se n'è andata, avendo trovato un arco e delle frecce, capendo che Roy le ha tenuto nascosto che lui lavorava segretamente con Arrow; la ragazza, stanca e delusa per via del fatto che tutte le persone che ama le hanno sempre mentito, decide di andarsene con Malcolm per una destinazione ignota promettendo a se stessa che non sarà mai più debole. Slade viene rinchiuso in una prigione dell'ARGUS che si trova proprio sull'isola in cui lui e Oliver erano segregati, Oliver va a trovarlo dicendogli che se è riuscito a sopravvivere all'isola e a diventare l'eroe che è adesso, il merito è pure suo. Oliver lascia Slade da solo, ma quest'ultimo giura vendetta dicendogli che un giorno riuscirà a fargliela pagare. Oliver e Felicity discutono su quello che l'arciere le ha detto riguardo al fatto che la ama, infatti era tutta una farsa dato che Oliver sapeva che Slade lo teneva sotto controllo con le videocamere che aveva nascosto a casa sua, così da fargli credere che lui amasse Felicity e spingerlo a rapirla per fare sì che lei gli somministrasse la cura, ma tutto fa supporre che Oliver inizi veramente a provare qualcosa per lei. L'episodio si conclude con una sconcertante rivelazione, Oliver non ha passato tutti e cinque gli anni successivi al naufragio sull'isola, infatti dopo lo scontro con Slade sulla nave, il ragazzo rischiava di annegare, ma si risveglia misteriosamente a Hong Kong, fu in questa occasione che conobbe Amanda Waller.
- Guest star: Caity Lotz (Sara Lance), Summer Glau (Isabel Rochev), Katrina Law (Nyssa Raatko/Nyssa al Ghul), John Barrowman (Malcolm Merlyn), Celina Jade (Shado), Cynthia Addai-Robinson (Amanda Waller), David Nykl (Anatoli Knyazev/KGBeast), Keri Adams (Bethany Snow), Audrey Marie Anderson (Lyla Michaels), Michael Rowe (Floyd Lawton/Deadshot), Viv Leacock (Raven), Michael Adamthwaite (Torque), Allison Riley (tecnicho A.R.G.U.S), Eric Mazimpaka (guardia A.R.G.U.S.), Terry Lewis (prigioniere della AMAZO), Jennifer Cheon (clero), Thai Hoa Le (uomo in abito)
- Ascolti USA: 2 370 000 telespettatori – share 18-49 anni 3%[48]
- Ascolti Italia: 1 856 000 telespettatori – share 10.19%[46]